# NALU-SEE☆
NALU-SEE☆（ナルシー）は、日本の男性&男装グループ。よしもとクリエイティブ・エージェンシー所属。2016年結成。愛称は、「ナルシー」。

## 概要
ヨシモト無限大ホールで活躍する若手芸人の中から選ばれたナルシスト5人(JUN、MARY、TAKUYA、RYO、KAZU)によって結成。
ヨシモト∞ホールの他男性地下アイドルイベントなどに参加。
2017年5月28日をもってKAZU、TAKUYAが卒業となった。
2017年8月1日のイベントをもって新メンバー５人が加入。８人グループとなる。
2017年11月11日をもってRYOが卒業。
2017年11月15日よりiTunes、レコチョクなどから3週連続楽曲配信開始（11月15日「I LOVE ME」　11月22日「I am Santa Claus」11月29日「恋するナルシック」）
2018年7月18日より５週連続楽曲配信開始（7月18日「選ばれし者の運命」　7月25日「気まぐれENDLESS　SUMMER」　8月1日「僕らが描いてく世界」　8/8「NALUSISTA」　8/15「それでもまだ僕は君を愛し続ける」）
2018年8月4日のライブでNALU-SEE☆EAST（JUN/MARY/YUMA）とNARU-SEE☆WEST（HINA/M2/KODAI/YUSUKE）のユニットに分けて楽曲発表（楽曲提供は駒沢浩人(koma’n)）
2018年9月3日「欲望～labyrinth～」「べっぴんさん、俺にしな！」楽曲配信開始
2019年7月15日NALU-SEE☆～鏡～をもってM2が卒業

## メンバー
2016年4月14日にメンバーが発表された。
2017年8月1日のオーディションにより、5名（HINA・M2・YUSUKE・YUMA・KODAI）が追加
| 名前   | メンバーカラー | 生年月日              | 備考                       |
| ------ | -------------- | --------------------- | -------------------------- |
| JUN    | 赤             | 1986年6月5日（38歳）  | 村潤之介                   |
| MARY   | ピンク         | 1984年7月18日（40歳） | ヤジマリー。(スカチャン)   |
| HINA   | 黄             | 1991年10月6日（33歳） | 光永                       |
| YUSUKE | 黒             | 1986年12月5日（38歳） | 松間雄亮 （スロッピ）      |
| YUMA   | シルバー       | 1988年8月31日（36歳） | 松本勇馬(スカイサーキット) |
| KODAI  | 青             | 1990年2月25日（35歳） | バースデーこうだい         |

| 名前   | メンバーカラー | 生年月日              | 備考                     |
| ------ | -------------- | --------------------- | ------------------------ |
| TAKUYA | 黄             | 1988年10月4日（36歳） | 松本卓也（メルボルン）   |
| KAZU   | 青             | 1988年6月5日（36歳）  | おばたのお兄さん         |
| RYO    | 緑             | 1992年1月10日（33歳） | 橋本稜（スクールゾーン） |
| M2     | 紫             | 1985年1月10日（40歳） | ナポリ(アイロンヘッド)   |

## ファンの愛称
ファンの総称はナルシック。
メンバーごとに愛称がある。

現メンバー
- JUN:Jun soul sisters（JSS）
- MARY:マリジェンヌ
- HINA:ひよこクラブ
- YUSUKE:MATSUMAX
- YUMA:YU民
- KODAI:コウダイバー

旧メンバー
- KAZU:かずのこ
- RYO:りょうちぇる
- TAKUYA:たくあん
- M2:モウリアー

## ライブ
- 2016年5月28日NALU-SEE☆〜I love me〜（ヨシモト∞ホール)[1]
- 2016年7月18日NALU-SEE☆〜I LOVE SEA,SHE LOVES ME〜(ヨシモト∞ホール)
- 2016年8月7日SHIBUYA∞FES special live  (ヨシモト∞ホール)[2][3]
- 2016年9月19日NALU-SEE☆〜I LOVE YOU〜(ヨシモト∞ホール)
- 2016年9月28日アイドルチャンネル(池袋シアターYES)
- 2016年10月16日ブロッキンジャパン(大宮ラクーンよしもと劇場)
- 2016年10月29日HAPPY∞HALLOWEEN DANCE ALL NIGHT ～お菓子なんていらない！踊りまくって朝までバリ盛り上がろう!!～(ヨシモト∞ホール)
- 2016年11月5日J-nation 2016(大宮ラクーンよしもと劇場)
- 2016年11月29日今夜はアナタの番組(赤坂YOANIスタジオ)
- 2016年12月19日NALU-SEE☆〜I WANT YOU〜(ヨシモト∞ホール)
- 2016年12月31日ゆく年∞くる年 MUSIC∞DANCE BATTLE(ヨシモト∞ホール)
- 2017年1月17日今夜はアナタの番組(赤坂YOANIスタジオ)
- 2017年2月28日今夜はアナタの番組(赤坂YOANIスタジオ)
- 2017年3月7日今夜はアナタの番組(赤坂YOANIスタジオ)
- 2017年3月14日NALU-SEE☆〜I NEED YOU〜(ヨシモト∞ホール)
- 2017年5月2日今夜はアナタの番組(赤坂YOANIスタジオ)
- 2017年5月28日NALU-SEE☆〜1st Anniversary〜(ヨシモト∞ホール)
- 2017年6月21日今夜はアナタの番組×POPCORNフェス(新宿Reny)
- 2017年8月1日NALU-SEE☆Presents Dance Vocal Battle Audition(ヨシモト∞ホール)
- 2017年10月29日 HALLOWEEN ∞ NIGHT FES 2017(ヨシモト∞ホール)：JUN/RYO/MARYのみ
- 2017年11月11日 NALU-SEE☆〜第２章開幕〜(ヨシモト∞ホール)
- 2017年12月25日 NALU-SEE☆Presents「超Xmas party〜キミの唇にpresent〜」(ヨシモト∞ホール)
- 2017年12月31日　Laugh ＆ Peace Music Fes!!～輝く！よしもとリズムネタ・ガチ歌傑作選～（ヨシモト∞ホール）
- 2018年3月9日 NALU-SEE☆Presents「White Love」」(ヨシモト∞ホール)
- 2018年3月31日　UNITY（戸塚公会堂）
- 2018年4月21日「帰って来た1日ブロード！！～久々の2人揃って1日ライブ！あいかわらずな僕ら～」ﾌﾞﾛｯｷﾝｼﾞｬﾊﾟﾝ2018～春～（大宮ラクーンよしもと劇場）
- 2018年4月23日コラソン紅白歌合戦（新宿SAMURAI）
- 2018年5月7日コラソン侍 其の壱（新宿SAMURAI）
- 2018年7月12日ギルガめっ!〜vol.7（渋谷Milkyway）
- 2018年8月4日　NALU-SEE☆～虹～（ヨシモト∞ホール）
- 2018年8月12日LAUGH&PEACE MUSIC∞FES（ヨシモト∞ホール）
- 2018年12月16日　NALU-SEE☆～X～（ヨシモト∞ホール）

- 2019年4月21日Tialy TV A-1グランプリ本戦(後楽園ホール前広場)

- 2019年6月9日　TSM学園祭2019～令和元年かましな祭～（TSM）
- 2019年7月15日　NALU-SEE☆～鏡～（ヨシモト∞ホール）
- 2021年12月23日 NALU-SEE☆X'mas Special Live(ヨシモト∞ドームⅠ)

## イベント
- 2016年11月26日NALU-SEE☆〜One day LOVE〜

NALU−SEE☆と行く石和温泉日帰りバスツアー
- 2018年3月23日 NALU-Spring☆バスツアー2018
- 2018年9月29日まるごとNALU-SEE☆FES（大宮ラクーンよしもと劇場）
- 2018年11月18日まるごとNALU-SEE☆FES振替公演（大宮ラクーンよしもと劇場）

## トークライブ
NALU TALK
- 2021年11月21日

## 発表曲
keishiが編曲
- I Love Me
- 選ばれし者の運命
- 僕らが描いてく世界
- それでもまだ君を愛し続ける
- きまぐれEndless summer
- NALUSISTA
- 恋するナルシック
- I Am Santa Claus

駒沢浩人(koma’n)が楽曲提供
- 欲望～labyrinth～
- べっぴんさん、俺にしな！